# Ampfing
Ampfing egy bajor falu Felső-Bajorország területén, Mühldorf am Inn és az Isen folyó mellett. Érdekesség, hogy a híres mühldorfi csata itt zajlott le. Pallas nagy lexikonát idézve: „Bajor Lajos német császár ausztriai Szép Frigyest 1322-ben foglyul ejtette; ennek emlékéül a csatamezőn egy kápolna (a Schweppermann-kápolna) épült. 1800. december 1-jén a franciák Grenier alatt az osztrákokkal János főherceg alatt megütköztek, minélfogva amazok kénytelenek voltak visszavonulni”.

## Népesség
| Lakosok száma | 888  | 2356 | 4132 | 4890 | 6129 | 6248 | 6415 | 6489 | 6915 | 7136 |
|               | 1875 | 1950 | 1975 | 1987 | 2012 | 2014 | 2016 | 2017 | 2021 | 2023 |